# Pavillonens Hemmelighed
|  | Denne artikel er oprettet af botten PalnaBot ud fra en ekstern database. Den kan derfor have sproglige fejl eller mangler. Denne skabelon kan fjernes efter kontrol af indholdet. |

Pavillonens Hemmelighed er en film instrueret af Karl Mantzius efter manuskript af Carl Th. Dreyer.

## Handling
Om natten tager juvelereren og Karl Frank tyven på fersk gerning, men tyven er snarrådig, og et øjeblik efter et både juvelereren og Karl Frank bagbundne. Ovenpå ærgerlsen tager Karl Frank imod en invitation om et par dages ophold på søstrene v. Krals gods. Her bliver han mere og mere forelsket i Margit, og han frier til hende, men derved pådrager han sig broderens vrede, og han forbydes adgang til slottet. Karl Frank kan dog ikke undvære Margit, og han lister sig ind bag hegnet. Her overmandes han af en hund - og greven.